# Мститель, или Прогоревшая ставка
«Мститель, или Прогоревшая ставка» (англ. Avenging a Crime; or, Burned at the Stake) — немой короткометражный фильм неизвестного режиссёра. Премьера состоялась в ноябре 1904 года.

## Сюжет
Фильм состоит из 9 сцен.

### Часть 1. Инцидент
Два афроамериканца играют в таверне. К ним подходит верзила и начинает играть с ними. Он проигрывает и уходит с ужасным настроением.

### Часть 2. Грабёж
Верзила шагает около деревьев. Он видит читающую женщину и грабит её. Женщина орёт. Идёт девочка и верзила даёт ей книгу. Когда ему надоел крик женщины, он убивает её.

### Часть 3. Тревога
Девочка бежит к ферме. Она рассказывает фермеру о несчастном случае. Фермер поднимает тревогу и все люди идут с оружием и девочкой.

### Часть 4. Местонахождение тела
Девочка указывает пальцем на тело убитой женщины.

### Часть 5. Преследование
Велосипедист проезжает мимо толпы.

### Часть 6. Кража коня
Афроамериканец крадёт коня и едет на нём. Он сбивает велосипедиста и велосипедист устраивает погоню за афроамериканцем.

### Часть 7. Погоня
Велосипедист ведёт погоню за афроамериканцем.

### Часть 8. Арест
Афроамериканец прячется в сарае, но его задерживают.

### Сцена 9. Доля
Афроамериканца сжигают в лесу и выстреливают в его обгоревший труп.